# 101 dalmatyńczyków II. Londyńska przygoda
101 dalmatyńczyków II. Londyńska przygoda (ang. 101 Dalmatians II: Patch’s London Adventure) – amerykański film animowany z 2002 roku w reżyserii Jima Kammeruda i Brian Smitha na podst. postaci z książki 101 dalmatyńczyków Dodie Smith. Sequel filmu Disneya 101 dalmatyńczyków.
Film został wydany w Polsce na VHS i DVD 30 października 2002 roku przez Imperial Entertainment. Film wydany na DVD i Blu-Ray z dystrybutorem CD Projekt i Galapagos Films.

## Fabuła
Państwo Radcliffe szykują się do przeprowadzki z Londynu na wieś w Devon, by założyć plantację dalmatyńczyków. Jedno ze szczeniąt Ponga i Cziki – Ciapek czuje się ignorowany, odkąd jego rodzice zaadaptowali 84 szczenięta dalmatyńczyków. Oglądając ulubiony serial telewizyjny szczeniąt Przygody Groma o tytułowym heroicznym owczarku niemieckim, Ciapek chciałby być jak jego idol jedyny w swoim rodzaju. Sponsor serialu – Kanine Krunchies ogłasza w Londynie casting psów. Zwycięzca wystąpi gościnnie w kolejnym odcinku. Ciapek koniecznie chce być na castingu, by zobaczyć Groma, jednak koliduje to z dniem przeprowadzki. Pongo pociesza syna, że życie na wsi będzie cudowne.
Tymczasem Cruella de Mon mająca wyrok w zawieszeniu za dawne przestępstwa, w czasie zwolnienia warunkowego nie może zakupywać wyrobów futrzarskich. Załamana udaje się na wystawę malarską uznanego beatnika Larsa. Obrazy przedstawiające nowoczesne malarstwo prezentujące czarną kropkę na białym tle zachwycają Cruellę, która zgadza się zostać muzą Larsa szukającego nowych inspiracji. Następnego dnia Ciapek zostaje przeoczony i przypadkowo pozostawiony w domu, gdy jego rodzina wyjeżdża na plantację. Sądząc, że nikt za nim nie będzie tęsknić, udaje się na przesłuchanie do Przygód Groma, aby spotkać się ze swoim idolem. Ciapek wypada kiepsko na castingu, powodując uśmiech politowania u wszystkich, w tym gwiazdorzącego Groma.  
Serialowy pomocnik Groma – corgi Piorunek informuje go, że scenarzyści zamierzają go uśmiercić i zastąpić nowym psem, stąd casting. Przerażony Grom za jego radą zamierza zrobić coś heroicznego w prawdziwym świecie. Nie wie, że zazdrosny o jego sławę Piorunek go okłamał, gdyż chce przejąć jego serial. Wymykając się fanom Grom natyka się na Ciapka, deklarującego się jako jego największy fan. Grom dotychczas grający z skryptem wykorzystuje wielką wiedzę Ciapka nt. serialu, by dokonać bohaterskich w jego mniemaniu czynów licząc że prasa się nimi zainteresuje. Sympatyzuje się z szczeniakiem, gdy dowiaduje się że jest jednym ze sławnych 101 dalmatyńczyków.
Lars nie jest w stanie zadowolić swą sztuką Cruelli, która postanawia zdobyć dalmatyńczyki Radcliffów. Z szokiem odkrywa, że Anita wyprowadziła się z Londynu. Dowiaduje się z gazety, że Ciapek brał udział w castingu i na zdjęciu jest aktualny adres Radcliffów i ich psów. O zaginionym szczeniaku dowiadują się Radcliffowie i dorosłe dalmatyńczyki w Devon, po czym niezwłocznie jadą do Londynu. Cruella wpłaca kaucję za odsiadujących wyrok w więzieniu Nochala i Baryłę i wysyła ich do Devon, by porwali szczenięta. Plan się udaje i Cruella każe Larsowi oskórować szczenięta, by z ich skór zrobić płótna. Lars zauroczony psami i widzący w nich nowe źródło inspiracji się temu sprzeciwia, więc zostaje obezwładniony. Uwięzione szczenięta używają „szczekania o zmierzchu”, by zawiadomić inne psy o pomoc.
Wiadomość obiega cały Londyn i dociera do Ciapka i Groma, który deklaruje pomoc dalmatyńczykom. Piorunek obawiając się, że jego konkurent faktycznie stanie się bohaterem, udaje się z nim i Ciapkiem by sabotować akcję ratunkową. Cruelli udaje się ogłuszyć Groma i chwali się Ciapkowi, że dzięki niemu zlokalizowała jego rodzeństwo. Piorunek mówi Gromowi o swej intrydze, a także konfrontuje Ciapka z kłamstwami idola. Skruszony Grom wyznaje szczeniakowi, że jest jedynie aktorem czym zraża do siebie rozżalonego Ciapka. Jego brat Szczęściarz podnosi go na duchu przypominając akcję uwolnienia się w jednym odcinku. Ciapek wykorzystuje to i jego wzorem podąża całe rodzeństwo. Zawstydzony Grom decyduje się pozostać. Dzięki wiedzy Ciapka z serialu udaje się szczeniętom wykiwać Cruellę, Nochala i Baryłę i uciec z pracowni Larsa.
Szczenięta uciekają złoczyńcom pozostawionym autobusem. Złoczyńcy ścigają ich skradzioną furgonetką Kanine Krunchies, przerywając w trakcie kręcenie nowego programu Piorunka biorąc go na gapę, ale Ciapek wykazuje się heroizmem powstrzymując Cruellę. W ostatniej chwili ratuje je Grom uwolniony przez Larsa i wykorzystuje swe zdolności aktorskie, by szczenięta mogły uciec bezpiecznie. Nochal, Baryła i Piorunek zostają aresztowani, a Cruella trafia do zakładu psychiatrycznego. Szczenięta jednoczą się z rodzicami i Radcliffami w Londynie. Pongo dziękuje Gromowi za uratowanie jego szczeniąt, na co ten odpowiada, że cała zasługa przypada Ciapkowi chwalonemu przez resztę rodzeństwa. Heroiczny wyczyn Groma i Ciapka dostrzega prasa, a szczeniak zostaje pomocnikiem w jego serialu.  

## Obsada głosowa
- Bobby Lockwood – Ciapek
- Barry Bostwick – Grom
- Susan Blakeslee – Cruella de Mon
- Jason Alexander – Piorunek
- Martin Short – Lars
- Jeff Bennett – Nochal
- Maurice LaMarche – Baryła
- Samuel West – Pongo
- Kath Soucie – Czika
- Tim Bentinck – Robert Radcliffe
- Jodi Benson – Anita Radcliffe
- Mary MacLeod – Niania
- Ben Tibber – Szczęściarz
- Eli Russel Linnetz – Pączek
- Kasha Kropinski – Balbinka
- Kathryn Beaumont – Crystal
- Michael Lerner – producent
- Jim Cummings – „Maczuga”

## Wersja polska
Opracowanie: Start International Polska
Reżyseria: Joanna Wizmur
Dialogi: Elżbieta Łopatniukowa
Teksty piosenek: Filip Łobodziński
Kierownictwo muzyczne: Marek Klimczuk
Wystąpili:
- Krzysztof Królak – Ciapek
- Zbigniew Suszyński – Grom
- Maria Pakulnis – Cruella De Mon
- Jacek Kawalec – Piorunek
- Grzegorz Wons – Lars
- Ryszard Nawrocki – Nochal
- Maciej Maciejewski – Baryła
- Wojciech Paszkowski – Pongo
- Krystyna Kozanecka – Czika
- Jacek Bończyk – Robert Radcliffe
- Karina Szafrańska – Anita Radcliffe
- Katarzyna Łaniewska – Niania
- Marek Obertyn – producent
- Pamela Betley
- Zofia Jaworowska
- Agnieszka Kunikowska
- Anna Sroka
- Andrzej Arciszewski
- Jarosław Boberek
- Jarosław Domin
- Jerzy Dominik
- Kacper Głódkowski
- Jan Kulczycki
- Jonasz Tołopiło
- Sergiusz Żymełka

Źródło: